# Adão Villaverde
Adão Roberto Rodrigues Villaverde, também conhecido como Villa (Alegrete, 6 de fevereiro de 1958), é um político brasileiro. Foi deputado estadual pelo Partido dos Trabalhadores (PT) no Rio Grande do Sul por quatro legislaturas.

## Trajetória política
Em 2004, foi aprovado um dos mais importantes relatórios de subcomissões mistas coordenadas por Villa. O relatório final da Subcomissão Mista sobre a Expansão do Sistema de Transporte Metropolitano de Passageiros - Sistema Trens Urbanos/Trensurb, encaminhava uma nova abordagem em relação ao tema do metrô de Porto Alegre, ajudando a projetar a construção institucional que permitiu se chegar à realidade atual, com a garantia dada pela presidente Dilma Rousseff de destinar recursos federais para a viabilização das obras.

### Candidatura para prefeito de Porto Alegre
Foi candidato à prefeitura de Porto Alegre no pleito eleitoral de 2012. Ficou em terceiro lugar, perdendo para Manuela d'Ávila (PCdoB) e José Fortunati (PDT), este eleito no primeiro turno.